# صندوق انتهازي
الصندوق الانتهازي هو صندوق تحوط، أو صندوق أسهم خاصة، أو صندوق ديون متعثرة، يستثمر في الديون التي تعتبر ضعيفة جدًا أو متخلفة عن السداد، والمعروفة باسم الأوراق المالية المتعثرة.

## نبذة
يربح المستثمرون في الصندوق عن طريق شراء الديون بسعر منخفض في سوق ثانوي، ثم استخدام طرق عديدة لبيع الدين لاحقًا بمبلغ أكبر من سعر الشراء. يشمل المدينون سواء كانت شركات أو بلدان أو أفراد.
لقد نجحت الصناديق الانتهازية في رفع دعاوى التعلق والتعافي ضد الحكومات المدينة السيادية، وعادة ما تتم تسوية الأمر معها قبل إدراك ارتباطها بالمبيعات القسرية. تتم التسويات عادةً بخصم بالعملة الصعبة أو المحلية أو في شكل إصدار دين جديد. وفي إحدى الحالات المتعلقة ببيرو، كان تهدد بمدفوعات لدائنين آخرين.